# Delta-Distribution
Die Delta-Distribution (auch δ-Funktion; Dirac-Funktion, -Impuls, -Puls, -Stoß (nach Paul Dirac), Stoßfunktion, Nadelimpuls, Impulsfunktion oder Einheitsimpulsfunktion genannt) als mathematischer Begriff ist eine spezielle singuläre Distribution mit kompaktem Träger. Ihr übliches Formelsymbol ist δ (kleines Delta).

## Definition
Die Delta-Distribution ist eine stetige lineare Abbildung von einem Funktionenraum der Testfunktionen {\displaystyle {\mathcal {E}}} in den zugrunde liegenden Körper {\displaystyle \mathbb {K} }:
{\displaystyle \delta \colon \,{\mathcal {E}}\to \mathbb {K} \,,\,f\mapsto f(0)}.
Der Testfunktionenraum für die Delta-Distribution ist der Raum der beliebig oft differenzierbaren Funktionen {\displaystyle C^{\infty }(\Omega )} mit {\displaystyle \Omega \subset \mathbb {R} ^{n}} bzw. {\displaystyle \Omega \subset \mathbb {C} ^{n}} offen und {\displaystyle 0\in \Omega }. Somit entspricht {\displaystyle \mathbb {K} } entweder den reellen {\displaystyle \mathbb {R} } oder den komplexen Zahlen {\displaystyle \mathbb {C} }.
Die Delta-Distribution ordnet jeder beliebig oft differenzierbaren Funktion {\displaystyle f} eine reelle bzw. komplexe Zahl {\displaystyle \delta (f)=f(0)} zu, nämlich die Auswertung der Funktion an der Stelle 0. Der Wert, den die Delta-Distribution nach Anwendung auf eine Testfunktion {\displaystyle f\in {\mathcal {E}}} liefert, schreibt man (mit der Notation der dualen Paarung) auch als
{\displaystyle \delta (f)=\langle \delta ,f\rangle =f(0)}
beziehungsweise auch als
{\displaystyle \delta (f)=\int _{\Omega }\delta (x)\,f(x)\,\mathrm {d} x=f(0)\,.}
Diese Schreibweise ist eigentlich nicht richtig und nur symbolisch zu verstehen, weil die Delta-Distribution eine singuläre Distribution ist, das heißt, sie lässt sich nicht durch eine lokal integrierbare Funktion in obiger Weise darstellen. Es gibt also keine Funktion {\displaystyle \delta }, welche der obigen Definition genügt. Insbesondere bei technisch orientierten Anwendungen des Konzepts sind dennoch mathematisch nicht präzise Bezeichnungen wie „Delta-Funktion“, „Dirac-Funktion“ oder „Impulsfunktion“ gebräuchlich. Bei Verwendung der Integral-Schreibweise ist zu beachten, dass es sich nicht um ein Riemann-Integral oder Lebesgue-Integral bzgl. des Lebesgue-Maßes, sondern um die Auswertung des Funktionals {\displaystyle \delta } an der Stelle {\displaystyle f}, also {\displaystyle \delta (f)=f(0)}, handelt.

## Definition über Dirac-Maß
Das durch ein positives Radon-Maß {\displaystyle \mu } erzeugte Funktional {\displaystyle \textstyle \langle \mu ,f\rangle =\int f(x)\,\mathrm {d} \mu } (für {\displaystyle f\in {\mathcal {D}}}) ist eine Distribution. Die Delta-Distribution wird von folgendem Radon-Maß – man spricht hier speziell vom Diracmaß – erzeugt:
{\displaystyle \delta (A)={\begin{cases}1,\ &{\text{ falls }}0\in A,\\0,\ &{\text{ sonst,}}\end{cases}}}
wobei {\displaystyle A\subseteq \mathbb {R} }. Ein Maß lässt sich physikalisch interpretieren, z. B. als Massenverteilung oder Ladungsverteilung des Raums. Dann entspricht die Delta-Distribution einem Massenpunkt der Masse 1 oder einer Punktladung der Ladung 1 im Ursprung.
{\displaystyle \langle \delta ,f\rangle =\int f(x)\,\mathrm {d} \delta =f(0).}
Befinden sich an den Stellen {\displaystyle x_{i}\in \mathbb {R} } Punktladungen {\displaystyle q_{i}}, wobei die Summe über alle Ladungen endlich bleibt, dann wird für {\displaystyle A\subset \mathbb {R} } ein Maß auf der {\displaystyle \sigma }-Algebra aller Teilmengen von {\displaystyle \mathbb {R} } definiert, das der Ladungsverteilung entspricht ({\displaystyle i_{A}} durchlaufe alle {\displaystyle i} mit {\displaystyle x_{i}\in A}):
{\displaystyle \rho (A):=\sum _{i_{A}}q_{i}.}
Für dieses Maß ist dann die zugehörige Distribution:
{\displaystyle \langle \rho ,f\rangle =\int f(x)\,\mathrm {d} \rho =\sum _{i_{A}}f(x_{i})q_{i}.}

## Approximation der Delta-Distribution

Dichte einer zentrierten Normalverteilung.
Für wird die Funktion immer höher und schmaler, der Flächeninhalt bleibt jedoch unverändert 1.

Man kann die Delta-Distribution wie alle anderen Distributionen auch als Grenzwert einer Funktionenfolge darstellen. Die Menge der Dirac-Folgen ist die wichtigste Klasse von Funktionenfolgen, mit denen die Delta-Distribution dargestellt werden kann. Jedoch gibt es noch weitere Folgen, die gegen die Delta-Distribution konvergieren.

### Dirac-Folge
Eine Folge {\displaystyle (\delta _{k})_{k\in \mathbb {N} }} integrierbarer Funktionen {\displaystyle \delta _{k}\in L^{1}(\mathbb {R} ^{n})} wird Dirac-Folge genannt, falls
1. für alle {\displaystyle x\in \mathbb {R} ^{n}} und alle {\displaystyle k\in \mathbb {N} } die Bedingung {\displaystyle \delta _{k}(x)\geq 0\,,}
2. für alle {\displaystyle k\in \mathbb {N} } die Identität {\displaystyle \int _{\mathbb {R} ^{n}}\delta _{k}(x)\,\mathrm {d} x=1} und
3. für alle {\displaystyle \epsilon >0} die Gleichheit {\displaystyle \lim _{k\to \infty }\int _{\mathbb {R} ^{n}\setminus B_{\epsilon }(0)}\delta _{k}(x)\mathrm {d} x=0}

gilt. Manchmal versteht man unter einer Dirac-Folge auch nur einen Spezialfall der hier definierten Dirac-Folge. Wählt man nämlich eine Funktion {\displaystyle \phi \in L^{1}(\mathbb {R} ^{n})} mit {\displaystyle \phi (x)\geq 0} für alle {\displaystyle x\in \mathbb {R} ^{n}} und {\displaystyle \textstyle \int _{\mathbb {R} ^{n}}\phi (x)\mathrm {d} x=1} und setzt {\displaystyle \delta _{\epsilon }(x):=\epsilon ^{-n}\phi ({\tfrac {x}{\epsilon }})} für {\displaystyle \epsilon >0}, dann erfüllt diese Funktionenschar die Eigenschaften 1 und 2. Betrachtet man den Grenzwert {\displaystyle \epsilon \to 0} anstatt {\displaystyle k\to \infty }, so ist auch Eigenschaft 3 erfüllt. Daher nennt man die Funktionenschar {\displaystyle \delta _{\epsilon }} ebenfalls Dirac-Folge.

### Bemerkungen
Die Funktion {\displaystyle \delta _{k}} kann man nun mit einer regulären Distribution
{\displaystyle \delta _{k}(f):=\langle \delta _{k},f\rangle :=\int _{\mathbb {R} ^{n}}\delta _{k}(x)\,f(x)\,\mathrm {d} x}
identifizieren. Nur im Limes {\displaystyle k\to \infty } erhält man das ungewöhnliche Verhalten der Delta-Distribution
{\displaystyle \lim _{k\to \infty }\delta _{k}(f)=\lim _{k\to \infty }\langle \delta _{k},f\rangle =f(0)=\langle \delta ,f\rangle }
wobei zu beachten ist, dass die Limes-Bildung nicht unter dem Integral, sondern davor erfolgt. Würde man den Limes unter das Integral ziehen, so wäre {\displaystyle \delta _{\epsilon }} fast überall Null, nur nicht bei {\displaystyle x=0}. Ein einzelner Punkt hat jedoch das Lebesgue-Maß Null und das ganze Integral würde verschwinden.
Anschaulich stellt man sich die Delta-Distribution als eine beliebig hohe und beliebig schmale Funktion vor, die über der x-Achse eine Fläche mit Größe 1 Flächeneinheit einschließt. Man lässt nun die Funktion immer schmaler und dafür immer höher werden – die Fläche darunter muss konstant 1 bleiben. Es existieren auch mehrdimensionale Dirac-Distributionen, diese werden anschaulich zu mehrdimensionalen „Keulen“ mit dem Volumen 1.

### Beispiele für Dirac-Folgen
Im Folgenden werden verschiedene Approximationen (Dirac-Folgen) {\displaystyle \delta _{\epsilon }(x)} angegeben, zunächst stetig differenzierbare:
- Glockenfunktionen (Normalverteilungen)

{\displaystyle \delta _{\epsilon }(x)={\frac {1}{\sqrt {2\pi \epsilon }}}\,\exp \left(-{\frac {x^{2}}{2\epsilon }}\right)}
Die angegebenen Funktionen besitzen ein sehr schmales und sehr hohes Maximum bei {\displaystyle x=0}, die Breite ist etwa {\displaystyle {\sqrt {\epsilon }}\to 0} und die Höhe etwa {\displaystyle 1/{\sqrt {\epsilon }}\to \infty }. Für alle {\displaystyle \epsilon } ist der Flächeninhalt unter der Funktion 1.
- Lorentzkurven

{\displaystyle \delta _{\epsilon }(x)={\frac {1}{\pi }}{\frac {\epsilon }{x^{2}+\epsilon ^{2}}}}
- Fresnel-Darstellung

{\displaystyle \delta _{\epsilon }(x)={\frac {1}{\sqrt {\mathrm {i} \pi \epsilon }}}\,\exp \left({\frac {\mathrm {i} x^{2}}{\epsilon }}\right)}
die man sich vorstellen kann als eine Linie, die auf einen Zylinder gewickelt ist, und deren Wicklungen durch das {\displaystyle x^{2}} immer enger werden; die Grundfläche (in {\displaystyle x}-{\displaystyle y}-Ausrichtung) des Zylinders wird aus dem Imaginär- und Realteil der Funktion gebildet, die Funktion entwickelt sich dann in {\displaystyle z}-Richtung.
Es sind aber auch Approximationen möglich, die nur stückweise stetig differenzierbar sind:
- Rechteckfunktion

{\displaystyle \delta _{\epsilon }(x)={\frac {\operatorname {rect} (x/\epsilon )}{\epsilon }}={\begin{cases}{\frac {1}{\epsilon }}&\ |x|\leq {\frac {\epsilon }{2}}\\0&\ {\text{sonst}}\end{cases}}}
- Dreiecksfunktion

{\displaystyle \delta _{\epsilon }(x)={\begin{cases}{\frac {\epsilon +x}{\epsilon ^{2}}}&\ -\epsilon \leq x\leq 0\\{\frac {\epsilon -x}{\epsilon ^{2}}}&\ 0<x\leq \epsilon \\0&\ {\text{sonst}}\end{cases}}}
- Exponentialfunktion um Ursprung abfallend

{\displaystyle \delta _{\epsilon }(x)={\frac {1}{2\epsilon }}\exp \left(-{\frac {|x|}{\epsilon }}\right)}

### Weitere Beispiele

Approximation durch die Sinc-Funktion

- Die Funktionenfolge der Sinc-Funktionen

{\displaystyle \delta _{\epsilon }(x)={\frac {1}{\pi x}}\sin \left({\frac {x}{\epsilon }}\right)}
ist keine Dirac-Folge, da ihre Folgenglieder auch negative Werte annehmen. Betrachtet man allerdings den Ausdruck
{\displaystyle \lim _{\epsilon \to 0}\int _{-\infty }^{\infty }{\frac {1}{\pi x}}\sin \left({\frac {x}{\epsilon }}\right)\phi (x)\mathrm {d} x}
so konvergiert für alle {\displaystyle \phi \in {\mathcal {D}}} diese Folge im distributionellen Sinn gegen die Delta-Distribution.

## Eigenschaften
- Definierende Eigenschaft der Delta-Distribution: Faltungseigenschaft, auch Ausblendeigenschaft[2], Siebeigenschaft genannt

{\displaystyle \langle \delta ,f\rangle =\int _{-\infty }^{\infty }\delta (x)\,f(x)\,\mathrm {d} x=f(0)}
bzw. mit den Eigenschaften Translation und Skalierung (siehe unten) folgt:
{\displaystyle \int _{-\infty }^{\infty }f(x)\,\delta (x-a)\,\mathrm {d} x=\int _{-\infty }^{\infty }f(x)\,\delta (a-x)\,\mathrm {d} x=f(a),}
speziell für den Fall der konstanten Funktion 1:
{\displaystyle \int _{-\infty }^{\infty }\delta (x-a)\,\mathrm {d} x=1}
- Linearität:

{\displaystyle \langle \delta ,f+g\rangle =\langle \delta ,f\rangle +\langle \delta ,g\rangle =f(0)+g(0)}
- Translation:

{\displaystyle \langle \delta (\cdot -a),f\rangle =\langle \delta ,f(\cdot +a)\rangle =f(a)}
für {\displaystyle \delta (\cdot -a)} ist auch die Bezeichnung {\displaystyle \delta _{a}} gebräuchlich.
- Skalierung:

{\displaystyle \langle \delta (a\cdot ),f\rangle ={\frac {1}{|a|}}\langle \delta ,f({\tfrac {\cdot }{a}})\rangle ={\frac {1}{|a|}}f(0)}
und
{\displaystyle \delta (\alpha x)={\frac {1}{|\alpha |}}\delta (x)}
das heißt die Delta-Distribution ist positiv homogen vom Grad −1.
- Dimension

Eine direkte Folgerung aus der Skalierungseigenschaft ist die Dimension bzw. Maßeinheit der Delta-Distribution. Sie entspricht genau der reziproken Dimension ihres Arguments. Hat {\displaystyle x} beispielsweise die Dimension einer Länge, so hat {\displaystyle \delta (x)} die Dimension (1/Länge).
- Hintereinanderausführung:

{\displaystyle \int _{-\infty }^{\infty }\phi (x)\,\delta (g(x))\,\mathrm {d} x=\sum _{i=1}^{n}\int _{-\infty }^{\infty }\phi (x){\frac {\delta (x-x_{i})}{|g'(x_{i})|}}\,\mathrm {d} x=\sum _{i=1}^{n}{\frac {\phi (x_{i})}{|g'(x_{i})|}},}
{\displaystyle \delta (g(x))=\sum _{i=1}^{n}{\frac {\delta (x-x_{i})}{|g^{\prime }(x_{i})|}}}
wobei {\displaystyle x_{i}} die einfachen Nullstellen von {\displaystyle g(x)} sind (sofern {\displaystyle g(x)} nur endlich viele und nur einfache Nullstellen hat). Damit folgt als ein Spezialfall die Rechenregel
{\displaystyle \delta (x^{2}-\alpha ^{2})={\frac {1}{2|\alpha |}}[\delta (x-\alpha )+\delta (x+\alpha )].}

### Singularität
Die Singularität der Delta-Distribution lässt sich mit einem Widerspruchsbeweis zeigen:
Angenommen {\displaystyle \delta } wäre regulär, dann gäbe es eine lokal integrierbare Funktion {\displaystyle \delta (x)\in L_{\text{lok}}^{1}}, also eine Funktion, die über jedes kompakte Intervall {\displaystyle [a,b]} bzgl. des Lebesgue-Maßes integrierbar ist
{\displaystyle \int _{a}^{b}|\delta (x)|\mathrm {d} x<\infty }
so dass für alle Testfunktionen {\displaystyle f(x)} gilt:
{\displaystyle \langle \delta ,f\rangle =\int _{-\infty }^{\infty }\delta (x)\,f(x)\,\mathrm {d} x=f(0).}
Wähle zunächst {\displaystyle b\in \mathbb {R} } derart, dass {\displaystyle \textstyle \int _{-b}^{b}|\delta (x)|\mathrm {d} x<1} gilt. Betrachte dann die folgende Testfunktion {\displaystyle \phi _{b}(x)} mit kompaktem Träger {\displaystyle [-b,b]}:
{\displaystyle \phi _{b}(x)={\begin{cases}\exp {\Big (}{\frac {b^{2}}{x^{2}-b^{2}}}{\Big )}&|x|<b\\0&|x|\geq b.\end{cases}}}
Die Wirkung der Delta-Distribution auf diese ist:
{\displaystyle \langle \delta ,\phi _{b}\rangle =\phi _{b}(0)=\exp(-1)={\frac {1}{e}}.}
Mit der angenommenen regulären Distribution
{\displaystyle \langle \delta ,\phi _{b}\rangle =\int _{-\infty }^{\infty }\delta (x)\,\phi _{b}(x)\,\mathrm {d} x=\int _{-b}^{b}\delta (x)\,\phi _{b}(x)\,\mathrm {d} x}
lässt sich folgende Abschätzung durchführen:
{\displaystyle {\frac {1}{e}}=|\langle \delta ,\phi _{b}\rangle |=\left|\int _{-b}^{b}\delta (x)\,\phi _{b}(x)\,\mathrm {d} x\right|\leq \underbrace {\|\phi _{b}(x)\|_{\infty }} _{\phi _{b}(0)}\,\int _{-b}^{b}|\delta (x)|\,\mathrm {d} x<{\frac {1}{e}}.}
Man erhält also einen Widerspruch; somit ist die Delta-Distribution nicht durch eine lokal integrierbare Funktion darstellbar. Der Widerspruch ergibt sich, weil die Menge {0} für das Lebesgue-Maß vernachlässigbar ist, nicht aber für das Dirac-Maß.

### Ableitungen

#### Ableitung der Delta-Distribution
Die Delta-Distribution kann wie jede Distribution beliebig oft distributiv differenziert werden:
{\displaystyle \langle \delta ',f\rangle =-\langle \delta ,f'\rangle =-f'(0).}
Dies gilt auch für die {\displaystyle n}-te distributive Ableitung:
{\displaystyle \langle \delta ^{(n)},f\rangle =(-1)^{n}\langle \delta ,f^{(n)}\rangle =(-1)^{n}f^{(n)}(0).}

#### Ableitung der Dirac-Folge
Die Ableitungen der regulären Distributionen {\displaystyle \delta _{\epsilon }} können mittels partieller Integration berechnet werden (hier exemplarisch für erste Ableitung, analog für höhere)
{\displaystyle {\begin{aligned}\langle \delta _{\epsilon }^{\prime },f\rangle &=\int _{-\infty }^{\infty }\delta _{\epsilon }^{\prime }(x)\,f(x)\,\mathrm {d} x\\&=\underbrace {\left[\delta _{\epsilon }(x)\,f(x)\right]_{-\infty }^{\infty }} _{=0}-\int _{-\infty }^{\infty }\delta _{\epsilon }(x)\,f^{\prime }(x)\,\mathrm {d} x\\&=-\int _{-\infty }^{\infty }\delta _{\epsilon }(x)\,f^{\prime }(x)\,\mathrm {d} x\\&=-\langle \delta _{\epsilon },f^{\prime }\rangle \end{aligned}}}
und ergeben im Limes {\displaystyle \epsilon \to 0} das Verhalten der distributiven Ableitung:
{\displaystyle \lim _{\epsilon \to 0}\langle \delta _{\epsilon }^{\prime },f\rangle =-f^{\prime }(0)=\langle \delta ^{\prime },f\rangle .}

#### Ableitung der Heaviside-Distribution
Die Heaviside-Funktion {\displaystyle \Theta (x)} ist nicht stetig differenzierbar, aber die distributive Ableitung existiert, diese ist nämlich die Delta-Distribution:
{\displaystyle \langle \Theta ',f\rangle =-\langle \Theta ,f'\rangle =-\int _{-\infty }^{\infty }\Theta (x)\,f'(x)\,\mathrm {d} x=-\int _{0}^{\infty }f'(x)\,\mathrm {d} x=-\underbrace {f(\infty )} _{=0}+f(0)=\langle \delta ,f\rangle .}
Da die Heaviside-Distribution keinen kompakten Träger hat, müssen hier die Testfunktionen beliebig oft differenzierbare Funktionen mit kompaktem Träger sein {\displaystyle f\in C_{0}^{\infty }\cong {\mathcal {D}}}, das heißt {\displaystyle f} muss im Unendlichen verschwinden.

### Fourier-Laplace-Transformation
Da die Delta-Distribution einen kompakten Träger hat, ist es möglich, die Fourier-Laplace-Transformation dieser zu bilden. Für diese gilt
{\displaystyle {\hat {\delta }}=1\,.}

#### Fourier-Transformation
Die Fourier-Laplace-Transformation ist ein Spezialfall der Fourier-Transformation und somit gilt auch
{\displaystyle {\mathcal {F}}(\delta )(\phi )=\delta ({\mathcal {F}}(\phi ))=\delta \left(\int _{-\infty }^{\infty }\mathrm {e} ^{-\mathrm {i} x\xi }\phi (x)\mathrm {d} x\right)=\langle 1,\phi \rangle \,.}
Es gibt auch die Konvention, den Faktor {\displaystyle {\tfrac {1}{\sqrt {2\pi }}}} mit der Fourier-Transformation zu multiplizieren. In dem Fall ist {\displaystyle {\tfrac {1}{\sqrt {2\pi }}}} ebenfalls das Ergebnis der Fourier-Transformation der Delta-Distribution. Anschaulich bedeutet das Resultat der Transformation, dass in der Delta-Distribution alle Frequenzen enthalten sind, und zwar mit gleicher Stärke. Die Darstellung {\displaystyle \delta (x)={\mathcal {F}}^{-1}(1)} (beziehungsweise {\displaystyle \delta (x)={\mathcal {F}}^{-1}({\tfrac {1}{\sqrt {2\pi }}})} bei der anderen Konvention für den Vorfaktor) ist eine in der Physik wichtige Darstellung der Delta-Distribution.

#### Laplace-Transformation
Die Laplace-Transformation {\displaystyle {\mathcal {L}}} der Delta-Distribution erhält man als Spezialfall der Fourier-Laplace-Transformation. Es gilt nämlich auch hier
{\displaystyle {\mathcal {L}}(\delta )=1\,.}
Im Gegensatz zur Fourier-Transformation gibt es hier keine anderen Konventionen.

#### Anmerkung bezüglich der Darstellung
Oftmals werden die Fourier beziehungsweise die Laplace-Transformation durch die gewöhnliche Integralschreibweise dargestellt. Jedoch sind diese Darstellungen
{\displaystyle {\mathcal {F}}(\delta )(\xi )=\int _{-\infty }^{\infty }\mathrm {e} ^{-\mathrm {i} \xi x}\,\delta (x)\,\mathrm {d} x}
für die Fourier-Transformation beziehungsweise
{\displaystyle {\mathcal {L}}(\delta )(\xi )=\int _{0}^{\infty }\mathrm {e} ^{-\xi x}\,\delta (x)\,\mathrm {d} x}
für die Laplace-Transformation nur symbolisch zu verstehen und mathematisch nicht definiert.

#### Transformation der verschobenen Delta-Distribution
Es ist ebenfalls möglich die Fourier-Transformation beziehungsweise die Laplace-Transformation für die um {\displaystyle a>0} verschobene Delta-Distribution {\displaystyle \delta _{a}} zu berechnen. Es gilt
{\displaystyle {\begin{aligned}{\mathcal {F}}(\delta _{a})&=\mathrm {e} ^{-\mathrm {i} \xi a}\\{\mathcal {L}}(\delta _{a})&=\mathrm {e} ^{-\xi a}.\end{aligned}}}

## Praktische Anwendung
Praktische Bedeutung hat der Dirac-Stoß bei der Ermittlung der Impulsantwort in der Akustik (in anderen Sparten der Physik spricht man auch von einer {\displaystyle \delta }-Größe, wenn man meint, dass die betreffende Größe einer schmalst-möglichen Verteilung genügt). So hat jeder Raum ein eigenes Schallverhalten. Mit einem Dirac-Impuls (angenähert durch ein Klatschen mit den Händen) kann dieses Verhalten (durch Messen des „Echos“, also der Systemantwort) ermittelt werden.
Typische, technisch realisierbare Dirac-Werte:
- Hochspannungstechnik ca. 1–100 ns Halbwertsbreite
- Hochfrequenztechnik ca. 10–100 ps Halbwertsbreite
- Pulslasertechnik ca. 10–100 fs Halbwertsbreite

Eine wichtige Anwendung der Delta-Distribution ist die Lösung inhomogener linearer gewöhnlicher und partieller Differentialgleichungen mit der Methode der Greenschen Funktion.

## Mehrdimensionale Delta-Distribution

### Definition
Im Mehrdimensionalen ist der Raum der Testfunktionen {\displaystyle {\mathcal {E}}} gleich {\displaystyle C^{\infty }(\mathbb {R} ^{n})}, der Raum der beliebig oft total differenzierbaren Funktionen {\displaystyle f\colon \,\mathbb {R} ^{n}\to \mathbb {R} }.
Die Delta-Distribution hat auf die Testfunktion {\displaystyle f\colon \,\mathbb {R} ^{n}\to \mathbb {R} } die folgende Wirkung:
{\displaystyle \delta \colon \,{\mathcal {E}}\to \mathbb {R} \,,\ f\mapsto f({\vec {0}})}
In der informellen Integralschreibweise unter Verwendung von Translation und Skalierung:
{\displaystyle \int f({\vec {x}})\,\delta ({\vec {x}}-{\vec {a}})\,\mathrm {d} ^{n}x=\int f({\vec {x}})\,\delta ({\vec {a}}-{\vec {x}})\,\mathrm {d} ^{n}x=f({\vec {a}})}.

### Eigenschaften
Die „mehrdimensionale“ Delta-Distribution lässt sich als Produkt von „eindimensionalen“ Delta-Distributionen schreiben:
{\displaystyle \delta ({\vec {x}}-{\vec {a}})=\delta (x_{1}-a_{1})\,\delta (x_{2}-a_{2})\,\dots \,\delta (x_{n}-a_{n})}.
Speziell im Dreidimensionalen gibt es eine Darstellung der Delta-Distribution, die häufig in der Elektrodynamik eingesetzt wird, um Punktladungen darzustellen:
{\displaystyle \delta ({\vec {x}}-{\vec {a}})=-{\frac {1}{4\pi }}\Delta {\frac {1}{\|{\vec {x}}-{\vec {a}}\|_{2}}}}.

### Delta-Distribution in krummlinigen Koordinatensystemen
In krummlinigen Koordinatensystemen muss die Funktionaldeterminante
{\displaystyle \mathrm {d} ^{3}r=\mathrm {d} x~\mathrm {d} y~\mathrm {d} z=\det {\frac {\partial (x,y,z)}{\partial (a,b,c)}}~\mathrm {d} a~\mathrm {d} b~\mathrm {d} c}
berücksichtigt werden.
Der Ansatz
{\displaystyle \delta ({{\vec {r}}-{\vec {r}}_{0}})=\gamma (a,b,c)~\delta (a-a_{0})~\delta (b-b_{0})~\delta (c-c_{0})}
mit {\displaystyle {\vec {r}}=(a,b,c)} und {\displaystyle {\vec {r}}_{0}=(a_{0},b_{0},c_{0})} führt dabei auf die Gleichung
{\displaystyle \int _{V}\delta ({\vec {r}}-{\vec {r}}_{0})~\mathrm {d} ^{3}r=\iiint _{V}\det {\frac {\partial (x,y,z)}{\partial (a,b,c)}}~\gamma (a,b,c)~\delta (a-a_{0})~\delta (b-b_{0})~\delta (c-c_{0})~\mathrm {d} a~\mathrm {d} b~\mathrm {d} c~{\stackrel {!}{=}}~1}, falls {\displaystyle {\vec {r}}_{0}\in V}.
Daran lässt sich ablesen, dass gelten muss
{\displaystyle \gamma =\left(\left.\det {\frac {\partial (x,y,z)}{\partial (a,b,c)}}\right|_{{\vec {r}}_{0}}\right)^{-1}}.
In krummlinigen Koordinatensystem muss die Delta-Distribution also mit einem Vorfaktor versehen werden, der dem Kehrwert der Funktionaldeterminante entspricht.

#### Beispiele
In Kugelkoordinaten mit {\displaystyle {\vec {r}}=(r,\theta ,\phi )} und {\displaystyle {\vec {r}}_{0}=(r_{0},\theta _{0},\phi _{0})} gilt:
{\displaystyle \delta ({\vec {r}}-{\vec {r}}_{0})={\frac {1}{r^{2}\sin \theta }}~\delta (r-r_{0})~\delta (\theta -\theta _{0})~\delta (\phi -\phi _{0})}
In Zylinderkoordinaten mit {\displaystyle {\vec {r}}=(\rho ,\phi ,z)} und {\displaystyle {\vec {r}}_{0}=(\rho _{0},\phi _{0},z_{0})} gilt:
{\displaystyle \delta ({\vec {r}}-{\vec {r}}_{0})={\frac {1}{\rho }}~\delta (\rho -\rho _{0})~\delta (\phi -\phi _{0})~\delta (z-z_{0})}